# 2705 Wu
2705 Wu là một tiểu hành tinh vành đai chính với chu kỳ quỹ đạo là 1183.5173900 ngày (3.24 năm).
Nó được phát hiện ngày 9 tháng 10 năm 1980.